# Pethia bandula
Pethia bandula é uma espécie de peixe actinopterígeo da família Cyprinidae.
Apenas pode ser encontrada no Sri Lanka.